# Бабакс Козлова
Бабакс Козлова (лат. Pterorhinus koslowi) — вид воробьиных птиц из семейства кустарницевых (Leiothrichidae). До 2018 года его относили к роду бабаксов, потом — включают в род Pterorhinus. Видовое название дано виду в честь Петра Кузьмича Козлова (1863—1935).
Эндемик Китая. Известно два подвида. Длина тела птицы 27,5—30 см. Окрас гораздо более равномерный, чем у китайского бабакса.
Чем птица питается неизвестно. Сезон размножения с мая по июль. В кладке 3—4 яйца.